# Чюэлькэлькы
Чюэлькэлькы (устар. Эй-Кюэль-Кы) — река в России, протекает по территории Ямало-Ненецкого автономного округа. Устье реки находится в 86 км по левому берегу реки Варкы-Чюэлькы. Длина реки составляет 38 км. В 2 км по правому берегу впадает река Чюэлькаткы.

## Данные водного реестра
По данным государственного водного реестра России относится к Нижнеобскому бассейновому округу, водохозяйственный участок реки — Таз. Речной бассейн реки — Таз.
Код объекта в государственном водном реестре — 15050000112115300066472.